# 头道镇 (昌图县)
头道镇，是中华人民共和国辽宁省铁岭市昌图县下辖的一个乡镇级行政单位。

## 行政区划
头道镇下辖以下地区：
明达社区、宏大村、头道沟村、西八百村、四海村、朝阳岭村、发岭村、双房村、二龙村、凤凰山村、新团结村和三道沟村。